# انتخابات شوراهای اسلامی شهر و روستا (۱۳۹۶)
انتخابات پنجمین دورهٔ شوراهای اسلامی شهر و روستا همزمان با انتخابات دوازدهمین دوره ریاست‌جمهوری ایران (۱۳۹۶) در ۲۹ اردیبهشت ۱۳۹۶ برگزار شد.
زمان ثبت نام در این دوره از انتخابات ۳۰ اسفند ۱۳۹۵ تا ۶ فروردین ۱۳۹۶ بوده‌است.  انتخابات شوراهای اسلامی شهر و روستا در ۱۴۲شهر با ۹ هزار و ۷۵۲شعبه اخذ رأی به‌صورت تمام‌الکترونیکی برگزار شد. بر اساس اعلام نتایج رسمی در این انتخابات ۵۶ میلیون و ۴۱۰ هزار و ۲۳۴ نفر واجدان شرایط حضور در انتخابات ۲۹ اردیبهشت‌ماه بودند که از این تعداد ۱ میلیون و ۳۵۰ هزار و ۲۹۴ نفر برای اولین بار می‌توانستند رای بدهند.

## تعداد اعضای اصلی و جانشین هر منطقه
در دورهٔ گذشته، شوراها ۱۲۶٬۱۵۳ کرسی داشت که با ۸۱٬۴۳۴ عضو جانشین (علی‌البدل) روی‌هم‌رفته ۲۰۷٬۵۸۷ کرسی می‌شود. البته وزیر کشور تعداد کل کرسی‌ها را ۱۹۶٬۹۱۷ نفر اعلام کرده‌است.
براساس مصوبه مجلس شورای اسلامی و تأیید شورای نگهبان تعداد اعضای شورای اسلامی شهرها کاهش یافت، به موجب مصوبه مجلس ایران، تعداد اعضای اصلی و علی‌البدل شورای شهر به شرح ذیل است:
| جمعیت           | اصلی | جانشین |
| --------------- | ---- | ------ |
| زیر ۵۰هزار      | ۵    | ۳      |
| ۵۰–۲۰۰هزار      | ۷    | ۵      |
| ۲۰۰–۵۰۰هزار     | ۹    | ۶      |
| ۵۰۰هزار–۱میلیون | ۱۱   | ۷      |
| ۱–۲میلیون       | ۱۳   | ۸      |
| بالای ۲میلیون   | ۱۵   | ۱۰     |
| تهران           | ۲۱   | ۱۱     |

## رد صلاحیت‌ها
در پنجمین دوره، منتقدان دولت و اصولگرایان بسیاری در شهرهای مختلف از سوی شورای نظارت رد صلاحیت شدند. این رد صلاحیت‌ها اعتراض‌های فراوانی را برانگیخت.
از جمله از نام‌ نوشتگان شورای تهران، چندین نفر از اعضای کنونی شورای شهر که برخی سابقهٔ چند دوره عضویت در شوراها را داشتند، رد صلاحیت شدند، از جمله: الهه راستگو (عضو اصلاح‌طلب شورای شهر که در سال ۹۲ برای انتخاب شهردار تهران به قالیباف نامزد اصولگرایان رای داده‌بود)، حبیب کاشانی (با سابقهٔ ۳ دوره عضویت)، علیرضا دبیر (با سابقهٔ ۲ دوره عضویت)، حسین رضازاده، عباس جدیدی رد صلاحیت شده‌اند.
همچنین از میان اصلاح‌طلبان نیز برخی افراد ردصلاحیت شدند.
بسیاری از این رد صلاحیت‌ها پس از اعتراض در نهایت تأیید شدند.

## شورای شهر تهران و ری و تجریش
در انتخابات شورای شهر تهران و ری و تجریش، اصولگرایان با فهرست خدمت و اصلاح‌طلبان با فهرست دیگری به رقابت می‌پردازند. در این دوره، تهران ۲۱ نمایندهٔ اصلی و ۱۱ نمایندهٔ جانشین دارد.

### فهرست اصلاح طلبان
فهرست امید
فهرست «شورای عالی سیاستگذاری اصلاحطلبان» که زیر نظر محمدرضا عارف تهیه شده با انتقاداتی روبه‌رو شده‌است.
رئیس‌جمهور اسبق ایران سید محمد خاتمی در پیامی به تاریخ ۲۵ اردیبهشت منتشر شد از فهرست امید حمایت کرد و از مردم تهران درخواست کرد به آن رأی دهند:
| - محسن هاشمی رفسنجانی - بهاره آروین - علی اعطا - شهربانو امانی - سید ابراهیم امینی - افشین حبیب زاده - محمد جواد حق‌شناس | - ناهید خداکرمی - حسن خلیل‌آبادی - حسن رسولی - محمد سالاری - زهرا نژاد بهرام - مرتضی الویری - محمد علیخانی | - سید محمود میرلوحی - مجید فراهانی - زهرا صدراعظم نوری - آرش میلانی - الهام فخاری - احمد مسجد جامعی - حجت نظری |

عبدالله مؤمنی از این لیست علناً حمایت و به نفع آن اعلام انصراف کرده‌است.
همچنین بعد از انتشار لیست اولیه، مرتضی الویری جایگزین صمدی شد.
فهرست شهر سبز
«شورای هماهنگی احزاب اصلاح‌طلب» (که نباید آن را با «شورای هماهنگی جبهه اصلاحات» اشتباه گرفت) نیز فهرست شهر سبز را زیر نظر احمد شریف تهیه کرده‌است:
| - محسن هاشمی رفسنجانی - رضا جلالی - فاطمه دانشور - علی محمد غریبانی - اسماعیل دوستی - اقبال محمدی - محمدعلی زم | - احمد شریف - سید علی قائم مقامی - یاشار سلطانی - غلام حیدر ابراهیم بای سلامی (انصراف داد) - سعید الله بداشتی (انصراف داد) - کامران زارعیان - رجب پناهی | - ماریه شریفی سرائی - ملیحه باقری - حسین طالب‌زاده - عباس کریمی - محمدرضا بهمئی - مهدی شایسته - محمود هادی‌زاده |

### فهرست اصولگرایان
لیست خدمت
رئیس سابق مجلس ایران غلامعلی حداد عادل طی پیامی از فهرست خدمت به شرح زیر اعلام حمایت کرد:
| - مهدی چمران - رضا تقی پور - جلال ملکی - محسن پیرهادی - پرویز سروری - اقبال شاکری - بابک نگاهداری | - هادی ذاکری - سیدعلی ریاض - مجتبی شاکری - سوده نجفی - ابوالفضل قناعتی - مرتضی طلایی - حمزه شکیب | - عبدالمقیم ناصحی - مهدی اقراریان - علیرضا دبیر - حبیب کاشانی - غلامرضا قاسمیان - زهره سادات لاجوردی - الهه راستگو |

## شورای شهر مشهد
در مشهد نیز هر پانزده عضو لیست امید برای انتخابات شورای شهر مشهد، موفق به کسب تمامی کرسی شورای اسلامی این شهر شدند.
راه‌یافتگان
- امیر شهلا
- شهناز رمارم
- بتول گندمی
- احمد نوروزی
- محمدرضا حیدری
- علیرضا شهریاری
- احسان اصولی
- حمیدرضا موحدی‌زاده
- سید مسعود ریاضی
- محمدحسین ودیعی
- رمضانعلی فیضی
- محمدهادی مهدوی‌نیا
- مجتبی بهاروند
- محمد حاجیان شهری
- سید محسن حسینی‌پویا

## شورای شهر کرج
در این دورهٔ اکثریت کرسی‌ها از آن لیست امید شد و تنها یک نماینده از حزب اعتدال و توسعه انتخاب شد.
فهرست اعضاء دوره پنجم:
| - محمدحسین خلیلی اردکانی - عباس زارع - اکبر سلیم نژاد - غدیر مهدوی کلیشمی - سارا دشت گرد - حسین محمدی | - منصور وحیدی - احد رسولی - محمد نبیونی - رحیم خستو - فریده بزنی بیرانوند - فرج‌اله ایلیات |

## نتایج انتخابات

### مرکز استان‌ها
| شهر | شهر      | اصلاحطلب         | اصولگرا         | مستقل          |
| --- | -------- | ---------------- | --------------- | -------------- |
|     | اراک     |                  |                 |                |
|     | اردبیل   | ۴ از ۱۱ (۳۶٪)    | ۳ از ۱۱ (۲۷٪)   | ۴ از ۱۱ (۳۶٪)  |
|     | ارومیه   |                  |                 |                |
|     | اصفهان   | ۱۳ از ۱۳ (۱۰۰٪)  | ۰ از ۱۳ (۰٪)    | ۰ از ۱۳ (۰٪)   |
|     | اهواز    |                  |                 |                |
|     | ایلام    |                  |                 |                |
|     | بجنورد   |                  |                 |                |
|     | بوشهر    |                  |                 |                |
|     | بیرجند   |                  |                 |                |
|     | تبریز    | ۸ از ۱۵ (۵۳٪)    | ۳ از ۱۵ (۲۰٪)   | ۲ از ۱۵ (۱۳٪)  |
|     | تهران    | ۲۱ از ۲۱ (۱۰۰٪)  | ۰ از ۲۱ (۰٪)    | ۰ از ۲۱ (۰٪)   |
|     | خرم‌آباد  | ۳ از ۹ (۳۳٪)     | ۳ از ۹ (۳۳٪)    | ۳ از ۹ (۳۳٪)   |
|     | رشت      |                  |                 |                |
|     | زاهدان   | ۵ از ۵ (۱۰۰٪)    | ۰ از ۵ (۰٪)     | ۰ از ۵ (۰٪)    |
|     | زنجان    |                  |                 |                |
|     | ساری     |                  |                 |                |
|     | سمنان    |                  |                 |                |
|     | سنندج    |                  |                 |                |
|     | شهرکرد   |                  |                 |                |
|     | شیراز    | ۱۲ از ۱۳ (۹۲٪)   | ۱ از ۱۳ (۸٪)    | ۰ از ۱۳ (۰٪)   |
|     | بندرعباس |                  |                 |                |
|     | قزوین    | ۶ از ۹ (۶۷٪)     | ۳ از ۹ (۳۳٪)    | ۰ از ۹ (۰٪)    |
|     | قم       | ۰ از ۱۳ (۰٪)     | ۱۲ از ۱۳ (۹۲٪)  | ۱ از ۱۳ (۸٪)   |
|     | کرج      | ۱۲ از ۱۳ (۹۲٪)   | ۰ از ۱۳ (۰٪)    | ۱ از ۱۳ (۸٪)   |
|     | کرمان    | ۷ از ۱۱ (۶۴٪)    | ۴ از ۱۱ (۳۶٪)   | ۰ از ۱۱ (۰٪)   |
|     | کرمانشاه |                  |                 |                |
|     | گرگان    |                  |                 |                |
|     | مشهد     | ۱۵ از ۱۵ (۱۰۰٪)  | ۰ از ۱۵ (۰٪)    | ۰ از ۱۵ (۰٪)   |
|     | همدان    | ۵ از ۱۱ (۴۵٪)    | ۴ از ۱۱ (۳۶٪)   | ۲ از ۱۱ (۱۸٪)  |
|     | یاسوج    |                  |                 |                |
|     | یزد      | ۶ از ۱۱ (۵۵٪)    | ۲ از ۱۱ (۱۸٪)   | ۳ از ۱۱ (۲۷٪)  |
|     | مجموع    | ۱۱۶ از ۱۵۰ (۷۷٪) | ۳۲ از ۱۵۰ (۲۱٪) | ۱۳ از ۱۵۰ (۹٪) |

## ادعای تخلفات گسترده به نفع اصلاح‌طلبان
انتخابات شوراهای اسلامی شهر و روستای سال ۹۶ شاهد شکایت‌های متعددی مبنی بر تخلفات در حوزه‌های انتخاباتی سراسر کشور بوده‌است.
سیاست‌مداران و نامزدهای اصول‌گرای انتخابات شوراها مدعی تخلفات گستردهٔ مجریان اصلاح‌طلب در این انتخابات و خودداری آنان از پیگیری این تخلفات شده‌اند. پرویز سروری عضو شورای شهر تهران در گفتگو با خبرنگار سیاسی خبرگزاری تسنیم، دربارهٔ خبر بسته شدن پرونده انتخابات شوراها و عدم بازشماری آرای شورای شهر تهران، گفت: «ما با یک دیکتاتوری روکش شده مواجه هستیم که ظاهر زیبایی دارد، اما باطنش همان استبداد خشن است. امروز شاهد هستیم کسانی که مدعی این بودند باید انتخابات شفاف باشد و مدعی دموکراسی و آزادی جریان مخالف بودند، با گذشت حدود ۵۰ روز از انتخابات تمام فشارها و تلاش‌های ما برای پیگیری از مجاری قانونی را بی‌جواب گذاشتند و تلاش‌های ما به سنگ خورد.» سروری تصریح کرد: «اصلاح‌طلبان می‌دانند اگر درِ صندوق‌ها باز شود ممکن است بوی تعفن برخی تخلفات بیرون بیاید. متأسفانه شاهد یک دیکتاتوری انتخاباتی هستیم و اصلاح‌طلبان نشان دادند اگر به قدرت برسند هیچ‌یک از معیارهای قانونی و انتخاباتی را رعایت نمی‌کنند و در مسیر خواسته‌های خودشان حرکت می‌کنند. ما تا آخر رسیدگی می‌کنیم تا این به عنوان یک سند زنده در تاریخ بماند.»